# Danza posmoderna

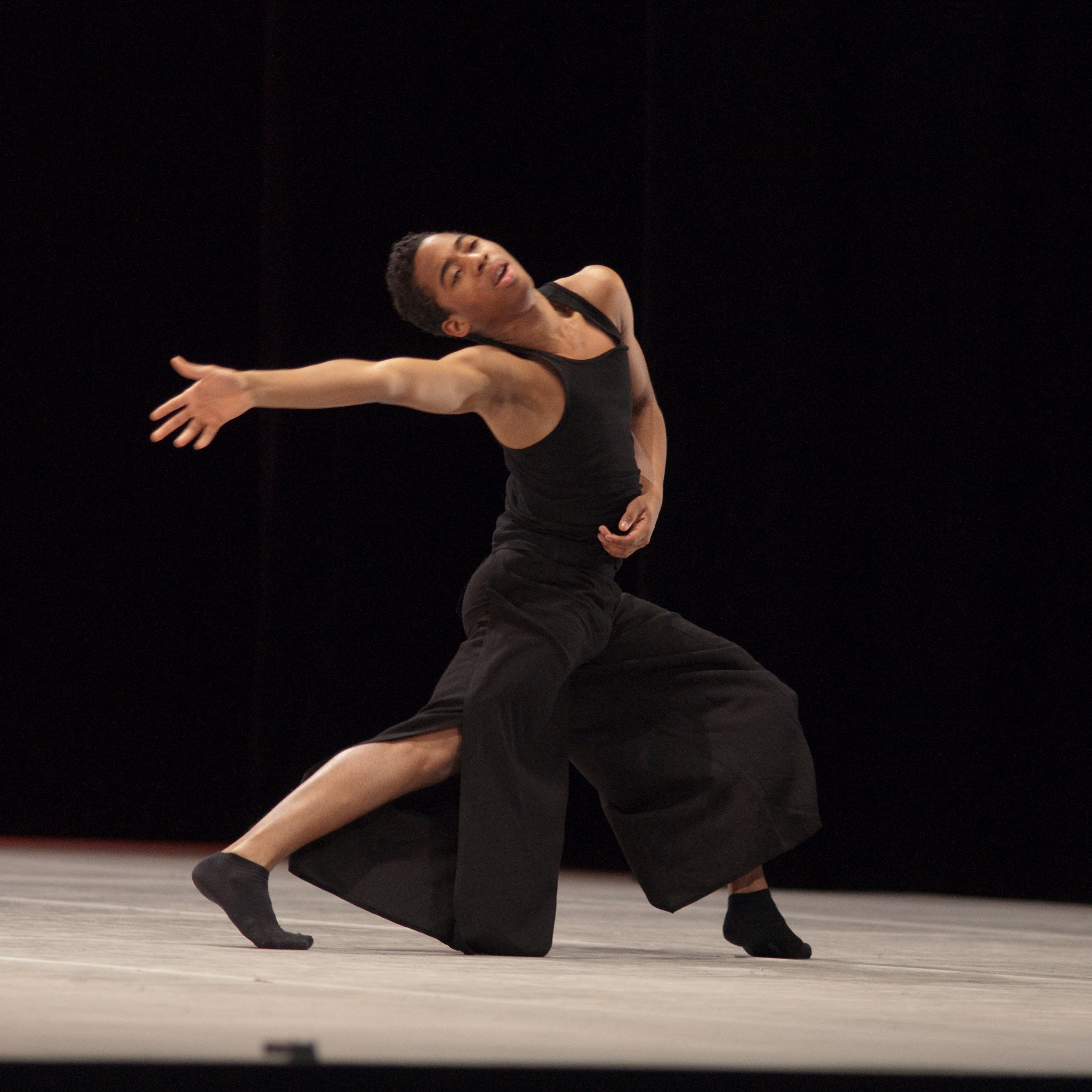
Bailarín en una representación inspirada en la danza posmoderna, enero de 2010

La danza posmoderna es un tipo de danza de escenario del siglo XX. La misma es una reacción a los límites de composición y de presentación de la danza moderna, la danza posmoderna rescata el uso de los movimientos cotidianos como un vehículo artístico válido y propugna métodos novedosos de composición de la danza.
Bajo la idea que todo movimiento es danza, y que todas las personas son bailarines (tengan o no tengan preparación) la danza posmoderna primigenia estaba muy alineada con la ideología del modernismo más que lo que estaban los movimientos  arquitectónicos, literarios y de diseño del posmodernismo. Sin embargo el movimiento de danza posmoderna rápidamente se desarrolló para adherir a la ideología del posmodernismo lo que se reflejó en la amplia variedad de obras de danza que produjo el Judson Dance Theater, la cuna de la danza posmoderna.
El movimiento abarcó las décadas de 1960 y 1970, y si bien el apogeo de la danza posmoderna fue relativamente breve su legado vive en la danza contemporánea (una mezcla de  modernismo y posmodernismo) y el desarrollo de los procesos de coreografía posmodernistas que han producido un amplio espectro de obras de danza en diferentes estilos.

## Influencia
La danza posmoderna condujo al desarrollo de:
- danza contemporánea
- contact improvisation
- danza para la cámara
- el concepto de que todo movimiento es danza
- el proceso coreográfico posmoderno

## Proceso
El proceso de coreografía posmoderno puede incorporar alguno de los siguientes elementos:
- posestructuralismo / deconstructivismo
- parodia
- ironía
- hiperrealidad
- Muerte del autor

## Fundadores
Los fundadores del movimiento de danza posmoderna son
- Merce Cunningham (quien se desarrolló con anterioridad a la danza posmoderna per se, pero que utilizó un proceso coreográfico posmoderno)
- Robert Ellis Dunn (que enseñó composición en la escuela Cunningham)
- Simone Forti
- Anna Halprin
- los miembros del Judson Dance Theater
- Murray Louis
- Alwin Nikolais
- Yvonne Rainer
- Lucinda Childs
- Trisha Brown